# SoNantes
La SoNantes est une monnaie complémentaire ayant eu cours à Nantes et son agglomération dans les années 2010. Portée par des institutions publiques nantais à la suite de la crise financière de 2008, la monnaie est mise en circulation en avril 2015. La monnaie ne connaît pas le succès nécessaire afin de lui permettre de rentabiliser ses frais de fonctionnement. À la suite de cet échec, elle fusionne en 2020 avec Retz'L, la monnaie locale du Pays de Retz, pour constituer Moneko. 

## Projet
Le projet porté par des institutions publiques débute entre 2006 et 2011 sous l’initiative du maire de Nantes, Jean-Marc Ayrault mais l'accord de l'Autorité de Contrôle permet un lancement de la monnaie en 2015. Le 1er adjoint au maire, Pascal Bolo, explique que « La panne de liquidités subie par commerçants et artisans a laissé des traces. Nous avons conçu le soNantes, introduit en avril, comme un levier de développement économique. Afin que les entreprises du territoire puissent se passer du crédit bancaire et alléger leur trésorerie ». La SoNantes fait partie des projets portés par la nouvelle municipalité dirigée par Johanna Rolland.
Il est inspiré d'un modèle utilisé en suisse dans les années 1930, durant des années de crises économiques. 
La SoNantes est une monnaie hybride qui combine simultanément une monnaie de crédit interentreprises et une monnaie locale. Cette monnaie locale est immatérielle, elle n'a jamais disposé ni de pièces, ni de billets même à son lancement. Afin de fonctionner, les utilisateurs s'appuient sur une carte magnétique de couleur rouge. La carte s'utilise via Internet, dans des terminaux de paiements avec une possibilité de sans-contacte. 
La conversion de la monnaie se fait sur la base d'un euro correspond à une soNantes. Il ne s'agit pas d'une monnaie fondante : elle ne perd pas de sa valeur avec le temps si elle n'est pas utilisée. L'inscription est gratuite pour les particuliers, cependant les entreprises doivent s'acquitter d'un abonnement mensuel de 18 euros. Le projet vise un équilibre deux à trois ans après son lancement.
La gestion assurée par SoNao, une filiale du Crédit Municipal de Nantes sous la direction de Jacques Stern est dotée d'un capital de deux millions d'euros. Elle dispose de cinq personnes notamment pour valoriser la plateforme numérique de la SoNantes.

## Utilisation
La SoNantes est officiellement lancée le 28 avril 2015, une année après la reconnaissance légale des monnaies locales comme moyens de paiement intervenu en 2014. Elle rejoint deux autres monnaies locales déjà existantes localement, le Retz'L et le Confluent, en plus du Rozo de Saint-Nazaire. 
Au bout d'une année après son lancement, les 150 entreprises et 820 particuliers utilisateurs ont effectué 1 762 transactions d'une valeur de 41 352 SoN. Jean-François Pilet, alors directeur du Crédit Municipale assure alors que la situation de développement est tout à fait normale, dans l'attente d'une progression exponentielle lors de la seconde et troisième année d'utilisation. 
En 2017, 1 650 utilisateurs se servent de la monnaie pour dépenser en moyenne 10 000 euros par mois. Ces 177 entreprises et 1 473 particuliers sont en dessous des objectifs fixés par la Sonantaise qui visait un nombre d'utilisateurs de 3 000 entreprises et 10 000 particuliers.
Les utilisateurs ont des difficultés à écouler leur monnaie et n'apportent aucun avantage supplémentaire à ceux qui achetait déjà localement leurs produits. La monnaie qui n'est pas inconvertible en euros est un frein à l'entrée de nouveaux utilisateurs.

## Échec
Dès le lancement le coût financier du projet fait réagir, l'opposition à la mairie se fait entendre. En avril 2016, Laurence Garnier souligne que le projet a couté 800 000 euros en études et communication, qu'il coute 350 000 euros annuellement en frais de maintenance et a mobilisé deux millions d'euros de capital, pour que l'équivalent de 45 000 euros de transactions soit réalisé. Le projet a été en partie financé par le programme européen Interreg IV B NW. Ce constat est inchangé fin 2017, lorsque Stéphanie Houël critique les investissements qui se poursuivent dans un projet qu'elle qualifie d'utopique. 
La gestion de la monnaie est reprise en 2017 par l'association de la SoNantaise avec une décapitalisation de 850 000 euros sur les deux millions d'euros du Crédit Municipal. 
En 2018, la SoNantes ne prend pas part au manifeste rédigé par plusieurs monnaies locales bretonnes. Et, contrairement au Retz'L, elle en rejoint pas ce manifeste même plus après sa rédaction.
Un rapprochement est évoqué en 2017 avec le Galléco. 
Jean-François Pilet, directeur du Crédit Municipal de Nantes, reconnaît que des erreurs ont été commises. Selon Pascal Bolo, cela est notamment dû au lancement tardif de la monnaie par rapport à son besoin de pallier un déficit de liquidité lors de la crise de 2007 et son lancement en 2015. La SoNantes est qualifiée d'échec, de fiasco.

### Remplacement par Moneko
Alors que Moneko la nouvelle monnaie, née de la fusion de SoNantes et du Retz’L, est officiellement lancée sous format numérique le 15 juin 2020,, la presse continue de nommer en SoNantes, la monnaie utilisée à Nantes. 
En 2023, bien que Moneko ne compte guère plus d'utilisateurs que la SoNantes (sans compter ceux du Retz’L), car il y a 200 professionnels et 1700 particuliers utilisateurs, Moneko devient la deuxième monnaie locale française à dépasser le million de transaction, juste après l'Eusko « plus grande [monnaie locale] d'Europe ».